# Cabrillas (Vélez Málaga)
Cabrillas es una localidad de 231 habitantes según el (INE) en 2017, perteneciente al municipio de Vélez-Málaga, en la provincia de Málaga, Andalucía, España.
Se trata de un núcleo rural disperso, eminentemente agrícola, con casas de poca altura. El edificio principal es la capilla de Cabrillas, esta rinde culto a su patrona, la Santísima Virgen de la Inmaculada Concepción.